# Syndicat national de la sylviculture SNS-CSN
 (juin 2023).
Si vous disposez d'ouvrages ou d'articles de référence ou si vous connaissez des sites web de qualité traitant du thème abordé ici, merci de compléter l'article en donnant les références utiles à sa vérifiabilité et en les liant à la section « Notes et références ».

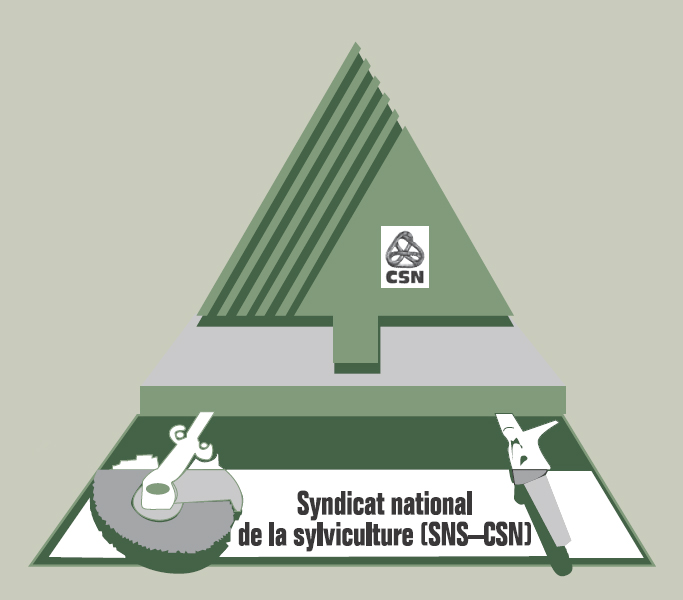
Logo du SNS-CSN

Le Syndicat national de la sylviculture est un syndicat à sections. Celles-ci sont présentes sur une bonne partie du territoire québécois. Il compte plus de 850 membres et représente différents métiers de la sylviculture tels que : planteur, débroussailleur, abatteur. 

## Mission
Le syndicat intervient régulièrement, dans plusieurs sections, auprès des employeurs qui ne respectent pas les conventions collectives conclues, entre autres en ce qui a trait aux lois en
matière de santé et sécurité au travail, en assurance emploi, au code du travail et aux normes minimales du travail. Il a aussi déposé des griefs pour réclamer une rémunération lors des déplacements que les travailleurs ont à effectuer durant leur travail.

## Affiliation

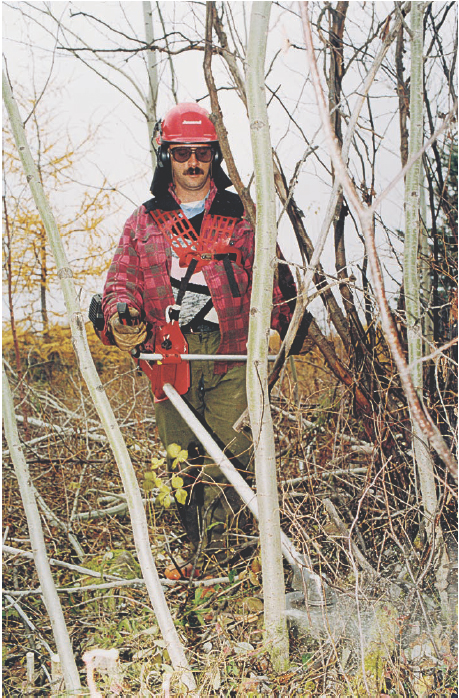
Un débroussailleur à l'œuvre

Le Syndicat national de la sylviculture SNS-CSN est affilié à la Confédération des syndicats nationaux, à la Fédération des travailleurs du papier et de la forêt ainsi qu'à plusieurs conseils centraux de la CSN.

## Siège social
Le siège social du syndicat est situé au 124, rue Sainte-Marie à Rimouski dans l'édifice du Conseil central du Bas-Saint-Laurent CSN.

## Historique
En 1999, les travailleurs sylvicoles du Québec en ont assez car depuis plus de 15 ans ils se sentent considérés comme des travailleurs de derniers recours, sans reconnaissance, et ayant à subir des conditions de travail inacceptables. La Confédération des syndicats nationaux et la Fédération des travailleurs du papier et de la forêt FTPF-CSN décident de les aider en lançant une campagne de syndicalisation dans toutes les régions où des travaux sylvicoles sont
effectués. 
Les travailleurs ont été rencontrés sur leurs lieux de travail et il a été possible de constater
leur désarroi face à un travail qu’ils aiment, pourtant, malgré les nombreuses difficultés qu’il comporte. Cette campagne a permis de fonder, en 2001, le Syndicat national de la sylviculture (SNS–CSN). 
Un premier comité exécutif syndical a été élu et plus de 18 sections furent créées dans toute la province. Le processus de syndicalisation fut ardu, durant cette période de nombreuses embûches étant présentes. Les employeurs se sont montrés très réticents à reconnaître les syndicats. Ils ont congédié des travailleurs, ont exercé des représailles et menacé de fermer des entreprises.
Malgré tout, le SNS–CSN  survit et accroît sa représentativité. En un peu plus de trois ans, il a pu conclure plus 18 conventions collectives, qui permirent à nos travailleurs d’améliorer
leurs conditions et, surtout, à civiliser les relations de travail, qui en avaient vraiment
besoin. Les gains furent importants : la plupart des ouvriers sylvicoles, qui obtenaient
comme salaire au rendement de 43 % à environ 48 % de la valeur de la subvention, reçoivent maintenant entre 53 et 55 % de celle-ci, plus l’ajustement d’environ 2 % par année de cette même subvention. Cette grille de taux n’avait pas été modifiée depuis plus de dix ans. Les travailleurs sylvicoles ont également obtenu des gains concernant les équipements de sécurité, les normes de contrôle des travaux et les clauses de mesurage de terrain.
Plusieurs auditions ont eu lieu et les décisions commencent à être rendues. Ces recours permettront peut-être, lorsque le processus juridique sera terminé, de faire comprendre aux employeurs et aux gouvernements que les conditions de travail ne respectent pas les lois existantes et que les modes de rémunération des travailleurs doivent être entièrement revus.
À l'automne 2007, la CSN et la FTPF ont mis sur pied une campagne provinciale dénonçant
les conditions de travail des sylviculteurs et revendiquant une restructuration qui tiendra compte du métier de sylviculteur et qui le reconnaîtra comme étant indispensable pour la société.

## Présidence actuelle
L'actuel président du SNS-CSN est René Martel, planteur de métier, débroussailleur et abatteur manuel.